# Campeonato Carioca de Futebol de 1981 - Terceira Divisão
O Campeonato Carioca da Terceira Divisão de 1981 foi uma edição da terceira divisão do campeonato estadual de futebol profissional do Rio de Janeiro. A competição foi organizada pela Federação de Futebol do Estado do Rio de Janeiro (FERJ).
Sagrou-se campeão o Mesquita e vice o Rubro. Ambos foram promovidos para a Segunda Divisão de 1982.

## Participantes
- União Esportiva Coelho da Rocha, de São João de Meriti
- Cruzeiro Futebol Clube, de Niterói
- Mesquita Futebol Clube, de Nova Iguaçu
- Nacional Foot-Ball Club, de Duque de Caxias
- Nova Friburgo Futebol Clube, de Nova Friburgo
- Clube Esportivo Rio Branco, de Campos
- Rio das Ostras Futebol Clube, de Rio das Ostras
- Rubro Atlético Clube, de Araruama